# Cicurina bandida
Cicurina bandida är en spindelart som beskrevs av Willis J. Gertsch 1992. Cicurina bandida ingår i släktet Cicurina och familjen kardarspindlar. Inga underarter finns listade i Catalogue of Life.